# Niigata
Niigata (jap. 新潟市 Niigata-shi) – miasto w Japonii, w centralnej części wyspy Honsiu (Honshū), nad Morzem Japońskim, ośrodek administracyjny prefektury Niigata. Przez miasto przepływa najdłuższa w Japonii rzeka Shinano (367 km). Miasto graniczy z: Gosen, Agano, Kamo, Sanjō, Tsubame, Nagaoka, Sado.
Pierwszy urząd miasta powstał w 1889 roku.

## Gospodarka
W mieście rozwinął się przemysł chemiczny, stoczniowy, maszynowy, elektrotechniczny, włókienniczy, szklarski, drzewny, rafineryjny oraz hutniczy. W mieście jest stacja kolejowa Niigata.

## Galeria

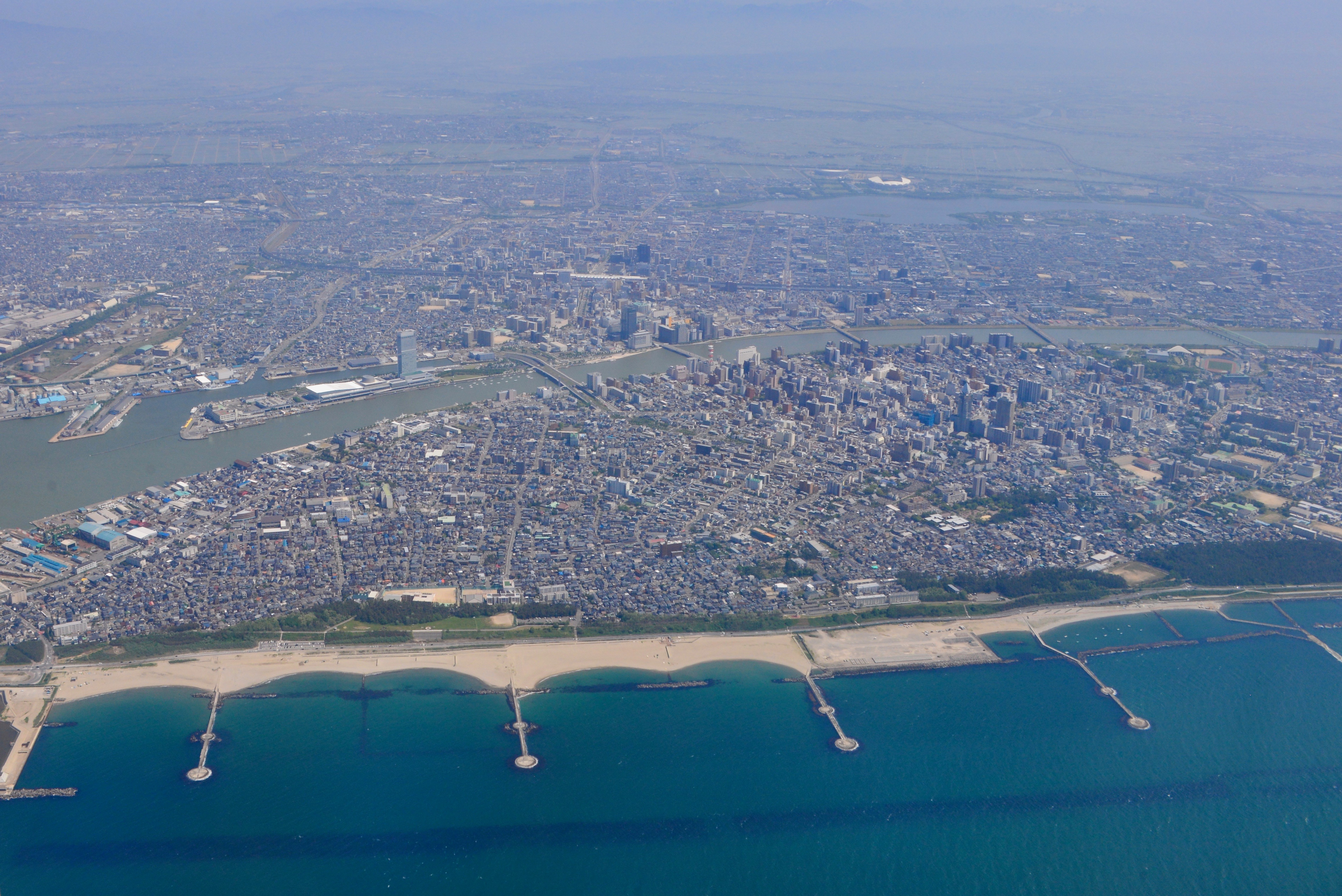
Niigata z lotu ptaka (2019)
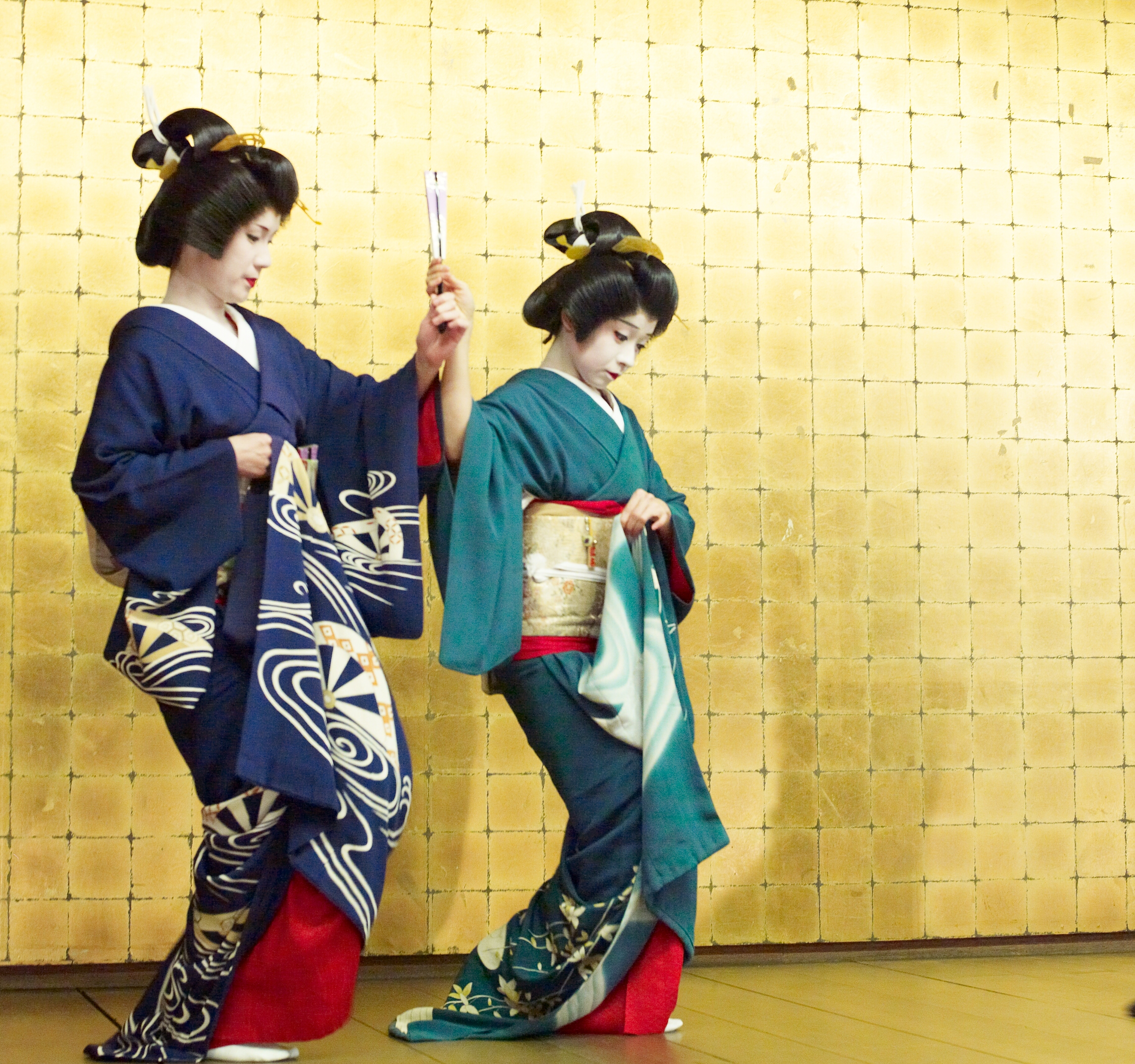
Gejsze z Niigaty
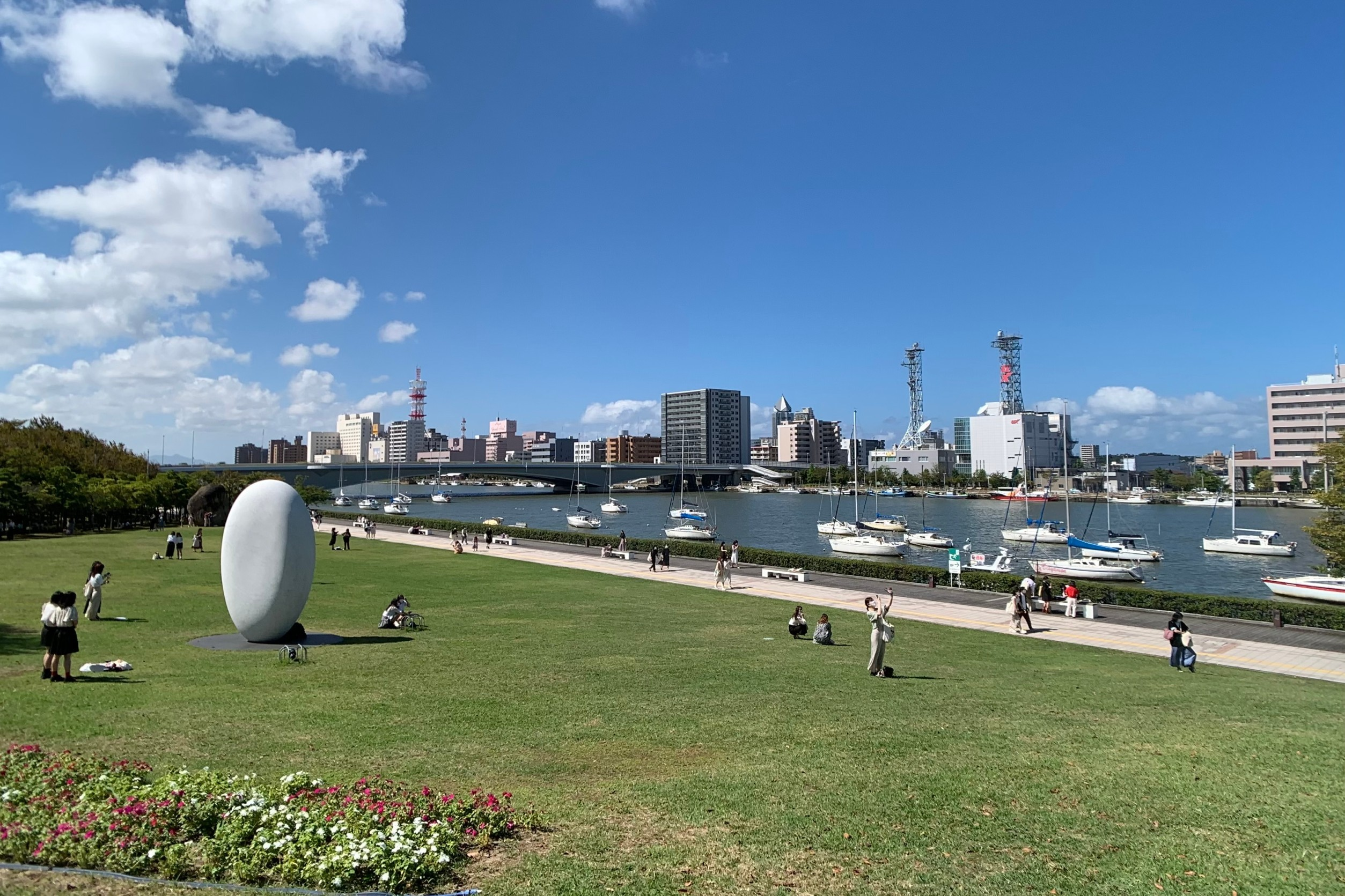
River Front Park (2021)